# Mary Kalb
Pour les articles homonymes, voir Kalb.
Mary Kalb, née Mary Caroline Kalb le 5 novembre 1854 à La Chapelle et morte le 22 mars 1930 à Ville-d'Avray, est une actrice française, sociétaire de la Comédie-Française.

## Biographie
Elle est inhumée au cimetière du Père-Lachaise (division 36, tombe 1/76 et 31/96).

## Théâtre

### Comédie-Française
Entrée à la Comédie-Française en 1882
Sociétaire de 1894 à 1905
329e sociétaire
- 1884 : La Duchesse Martin de Henri Meilhac : Nouche
- 1884 : Les Pattes de mouche de Victorien Sardou : Claudine
- 1890 : George Dandin de Molière : Claudine
- 1891 : Les Fourberies de Scapin de Molière : Zerbinette
- 1898 : Louis XI de Casimir Delavigne : Marthe
- 1898 : Les Ménechmes de Jean-François Regnard, mise en scène Jules Truffier : Finette
- 1902 : L'École des maris de Molière : Lisette